# Caracal (pistola)
La Caracal (denominazione mutuata dal nome scientifico di un tipo di lince africana) è la prima pistola semiautomatica interamente concepita e costruita negli Emirati Arabi Uniti. L'arma è costruita dalla Caracal International LLC di Abu Dhabi, ed è stata progettata da Wilhelm Bubits, già ideatore assieme all'ingegnere Gaston Glock, delle pistole austriache Glock.
Le pistole Caracal impiegano molte delle soluzioni tecniche già riscontrate nelle Glock: scatto in "azione sicura" (un'azione doppia con percussore parzialmente prearmato), percussore interno, fusto in plastica polimerica. Altre soluzioni includono una slitta per il montaggio d'accessori integrata sotto il Dust Cover e un indicatore di colpo in canna presente sulla culatta, ad alta visibilità e rilevabile al tatto, simile all'analogo dispositivo presente sulla pistola tedesca Walther P99 o sull'austriaca Steyr Serie M-A1, pistola questa a sua volta progettata da Wilhelm Bubits e che riprende varie soluzioni tecniche Glock.
Le pistole Caracal presentano uno sgancio del caricatore ambidestro (pulsante per il rilascio del caricatore sistemato su ambedue i lati) e dispositivo di Hold-Open (sgancio del carrello in apertura) sul lato sinistro. Le Caracal non impiegano sicure manuali, optando per un sistema di sicure interne similmente alle pistole Glock e Steyr M-A1. Il peso dello scatto delle Caracal si attesta sui 2,2 chili, con una corsa di 8 millimetri.

## Varianti
Esistono due varianti della pistola Caracal:
- Caracal F - La versione Full-Size impiega una canna da 104 mm per una lunghezza totale di 178 mm, un'altezza di 135 mm, uno spessore di 28 mm e un peso a vuoto di 750 grammi. I caricatori impiegati hanno una capacità variabile dai 16 ai 18 colpi a seconda del calibro.
- Caracal C - Versione compatta, impiega una canna da 90 mm per una lunghezza totale di 167 mm, un'altezza di 122 mm e un peso a vuoto di 700 grammi, mentre lo spessore resta invariato rispetto al modello Full-Size; la Caracal C si configura dunque come un'arma per il porto occulto rispetto alla maggiore inclinazione al porto manifesto del modello Caracal F. I caricatori impiegati hanno una capacità variabile dai 13 ai 15 colpi a seconda del calibro.

Le pistole Caracal sono disponibili nei calibri 9 mm Parabellum, .40-Smith & Wesson, .357-SiG e 9 × 21 mm IMI, essendo il mercato italiano il primo sul quale la Caracal International LLC ha voluto puntare per la distribuzione commerciale.

## Utenti e disponibilità commerciale
- Polizia ed Esercito degli Emirati Arabi Uniti: nel 2007 hanno annunciato commesse distinte da diecimila esemplari l'una.
- Guardia Nazionale del Bahrain: quindicimila pezzi ordinati nell'anno 2007.
- Polizia ed Esercito della Giordania: i contratto siglato nell'aprile 2008, per un lotto ancora imprecisato di pistole, che dovrebbero entrare in servizio a fianco delle pistole Viper JAWS di fabbricazione locale.
- Algeria: in data 17 novembre 2008, i governi dell'Algeria e degli Emirati Arabi Uniti hanno stabilito un comitato congiunto allo scopo di valutare la pistola Caracal in prospettiva di una futura adozione da parte delle Forze dell'ordine e delle Forze armate algerine.

Contemporaneamente, la Caracal International LLC sta esplorando le possibilità d'immissione del prodotto sui mercati civili. Dopo una lunga fase di stabilizzazione che ha occupato il biennio 2007/2008, dovuta al grande sforzo produttivo richiesto alla Caracal International, ditta di dimensioni relativamente piccole, per la fabbricazione delle armi (35.000 pezzi in tutto) ordinate nell'anno 2007 da enti istituzionali di Bahrain ed EAU, i primi modelli sono stati esportati in Europa. In Italia le pistole Caracal nei modelli C ed F, camerate per il calibro 9 × 21 mm IMI, sono disponibili al pubblico dall'anno 2009, importate dalla nota azienda Fratelli Tanfoglio S.N.C., a prezzi che spaziano dai 590 Euro per i modelli-base, ai 620 Euro per le varianti munite di mira Quicksight, fino agli 860 Euro per il Set completo con accessori (calciolo da spalla, impugnatura anteriore, carichino, caricatore di sicurezza con chiave); si tratta di una cifra estremamente bassa per un'arma da fuoco del segmento. Contemporaneamente si stanno esplorando le potenzialità commerciali sui mercati di Austria e Francia, e il potenziale interesse di enti governativi e forze di polizia in Europa: ad ottobre 2009, una dimostrazione delle pistole della serie Caracal riservata alle Forze dell'Ordine e ai corpi dello Stato è stata tenuta presso il campo di tiro Futura Club di Castel Sant'Elia (VT); vi hanno preso parte rappresentanti della Polizia di Stato, dell'Arma dei Carabinieri, della Guardia di Finanza, della Polizia Penitenziaria, delle Forze speciali italiane e della Gendarmeria Vaticana.

## Richiamo
il 9 settembre 2013 è stato emesso un richiamo per tutte le pistole modello C prodotte da Caracal , che afferma:
Caracal is now issuing this recall of all Model C pistols in all markets, following the completion of a full investigation. Caracal is initiating this voluntary recall of Model C pistols because the safety of its customers is paramount. (Caracal sta ora emettendo questo richiamo di tutte le pistole Modello C in tutti i mercati, a seguito del completamento di un'indagine completa. Caracal sta avviando questo richiamo volontario delle pistole Modello C perché la sicurezza dei suoi clienti è di massima importanza.)
Questo richiamo riguarda tutte le pistole Modello C, inclusi ma non limitati a quelli con numeri di serie che iniziano con le seguenti lettere: HM, AA, AD, AG, CA, CB, CC, CD, CE, CF, CG, CH, CI, CJ, CK, CL, CM, CN, CP, CR e CS.